# Villanañe
Villanañe es un concejo del municipio de Valdegovía, en la provincia de Álava, País Vasco (España).

## Localización
La ciudad más cercana, a poco menos de 25 kilómetros, es Miranda de Ebro, distando unos 40 de la capital de la provincia (Vitoria).

## Geografía
El concejo se encuentra junto a la confluencia de los ríos Omecillo y Tumecillo, en un nudo de comunicaciones usado desde época romana en la ruta que unía la calzada Astorga-Burdeos con el mar Cantábrico a través de Orduña. En la Alta Edad Media fue también un punto vital en las comunicaciones entre Álava y la primitiva Castilla.

## Despoblado
Forma parte del concejo una fracción del despoblado de:
- Medropio.[1]

## Historia
El concejo nace en el lugar que ocupa actualmente el barrio alto del pueblo (hoy en día despoblado), donde se encuentra la Torre de los Varona, principal casa-torre conservada en todo Álava. La Torre de los Varona, casa solar de este importante linaje, fue construida a finales del siglo XIV y restaurada a finales del siglo XX. Aún hoy en día mantiene su estructura original, incluyendo su foso.
Villanañe ha estado ligada tradicionalmente a la hermandad de Valdegovía. No en vano las juntas de la hermandad se celebraban en Villanañe, en cuyas cercanías se conserva aún como árbol singular la encina juradera bajo la cual se celebraban dichas juntas. Sin embargo, en 1841 Villanañe se separó del resto del valle y junto con Bellojín formó un municipio propio, que no se reintegró a Valdegovía hasta 1923.
A mediados del siglo XIX, el lugar, que por entonces formaba ayuntamiento con Bellojín, tenía contabilizada una población de 298 habitantes. La localidad aparece descrita en el decimosexto y último volumen del Diccionario geográfico-estadístico-histórico de España y sus posesiones de Ultramar de Pascual Madoz de la siguiente manera:

VILLANAÑE: v. que forma ayunt. con Bellojin, en la prov. de Alava (á Vitoria 6 leg.), part. jud. de Añana (5/4), dióc. y aud. terr. de Búrgos (15), c. g. de las Provincias Vascongadas: sit. en un llano y márgenes del r. Omecillo; clima templado, y reinan los vientos N. y E. Tiene 60 casas divididas en dos barrios; casa consistorial, y una torre coronada de almenas con foso y barbacana, mandada construir el año 692 por el gran almirante godo del Océano, Rui Perez, y se conserva en buen estado: en esta torre, despues de la batalla en que se perdió el ejército cristiano y se apoderó el mahometano del reino, estuvo el infante Don Pelayo hasta que fué llamado á Asturias para proclamale rey. Hay escuela de primera educacion para ambos sexos, frecuentada por 70 alumnos y dotada con 1,231 rs.; igl. parr. (Sta. Maria) servida por 2 beneficiados; 2 ermitas (Ntra. Sra. del Pilar y Ntra. Sra. de Angosto), y 5 fuentes en el centro de la pobl. ademas de otras varias en las afueras. El term. confina N. Carcamo y Caranca; E. Villamaderne; S. Barrio, y O. Villanueva; comprendiendo dentro de su circunferencia el desp. de Medropio, la venta ó cot. red. del Monte, á la izq. del r., y un monte poblado de encinas y pinos. El terreno es de 1.ª, 2.ª y 3.ª clase; le atraviesan los r. Omecillo y Tumecillo, con un puente sobre cada uno  antes de su confluencia. caminos: la calzada de Bilbao á Madrid, en buen estado: el correo se recibe de Miranda de Ebro, por balijero. prod.: trigo, centeno, cebada, avena, alholbas, maiz habas, arvejas, patatas, alubias, lino y frutas; cria ganado lanar y de cerda; caza de perdices, palomas, codornices, ánades, liebres y raposos; pesca de truchas, barbos, anguilas, loinas y cangrejos. ind.: ademas de la agricultura y ganaderia hay una ferreria y 3 molinos harineros. pobl.: 42 vec., 298 alm. contr, y riqueza:.(V. Alava, intendencia).
(Madoz, 1850, p. 194)

Décadas después, ya en el siglo XX, se describe de la siguiente manera en el tomo de la Geografía general del País Vasco-Navarro dedicado a Álava y escrito por Vicente Vera y López:

Villanañe.—Villa y cabecera del municipio de su nombre, con 64 viviendas y una población de 210 personas de hecho y 206 de derecho; se halla situada á la derecha del río Omecillo. Confina, al N., con Villanueva de Valdegobia; al S., con Barrio; al E., con Bellojín, y al O., con Quejo y Nograro. La parroquia es de categoría de entrada, dedicada á Santa María y perteneciente al arciprestazgo de Valdegobia; antes la servían dos beneficiados, y en su término existen las ermitas de Nuestra Señora de Angosto y del Pilar. Los PP. Pasionistas tienen casa en esta villa y próxima á ella está el santuario de Angosto. Existe una escuela pública de categoría incompleta, y su población escolar es de 42 niños y niñas. Pertenece al vecindario el monte Hinojal. Celebra feria-mercado el 15 de Agosto y de ganado, principalmente porcino, el 8 de septiembre. Hay fábrica de aserrar maderas, de harinas y varias fondas y posadas. Fué esta villa cuna de los Varona, cuya casa-solar aún existe. También se conserva una torre almenada rodeada de foso, que se asegura la mandó construir en el año 692 el gran almirante godo del Océano, y que después de haber vencido los árabes en el Guadalete á D. Rodrigo, sirvió de refugio á D. Pelayo, hasta que fué llamado á Asturias para proclamarle rey.
(Vera y López, 1915-1921, p. 626)

## Demografía
| Gráfica de evolución demográfica de Villanañe entre 1842 y 1920 |
| |
| Población de derecho según los censos de población del INE Población de hecho según los censos de población del INEEntre el censo de 1930 y el anterior, este municipio desaparece porque se integra en el municipio 01055 (Valdegovia) |

| Gráfica de evolución demográfica de Villanañe entre 2000 y 2017 |
|                                                                 |
| Población de derecho según los censos de población del INE.     |

## Patrimonio
Dentro del concejo, siguiendo el curso del río Tumecillo hacia el norte, se encuentra el santuario de la Virgen de Angosto. Hay en el concejo una iglesia de Santa María.